# Monte Ida (Grecia)
Il monte Ida (in greco: Ἴδα), conosciuto anche come monte Psiloritis (in greco: Ψηλορείτης, "il più alto") è il rilievo più alto dell'isola di Creta (2.456 m).

## Descrizione
Ad est una sella a quota 2321 m lo separa dal vicino monte Agathias, mentre ad ovest il crinale continua verso il monte Stolistra (2336 m). Sulla sua vetta si trova una costruzione in pietra utilizzata come bivacco di emergenza e come cappella. Non lontano dal monte Ida, sulla cima secondaria di Skinakas, è collocato l'osservatorio astronomico dell'Università di Creta. Interessanti caratteristiche della montagna sono il pianoro di Nida e la foresta di Ruva sul versante orientale. Il monte Ida si trova sullo spartiacque che divide il versante meridionale dell'isola di Creta, affacciato sul Mar libico, da quello settentrionale, tributario del Mare Egeo.

## Etimologia
Il nome Ida è connesso con quello di un'antica dea, Ida, una ninfa oreade che personificava quel monte. Secondo la mitologia, Zeus fu allevato proprio da Ida assieme ad Adrastea, Melissa e Amaltea per ordine di Rea.  

## Mitologia

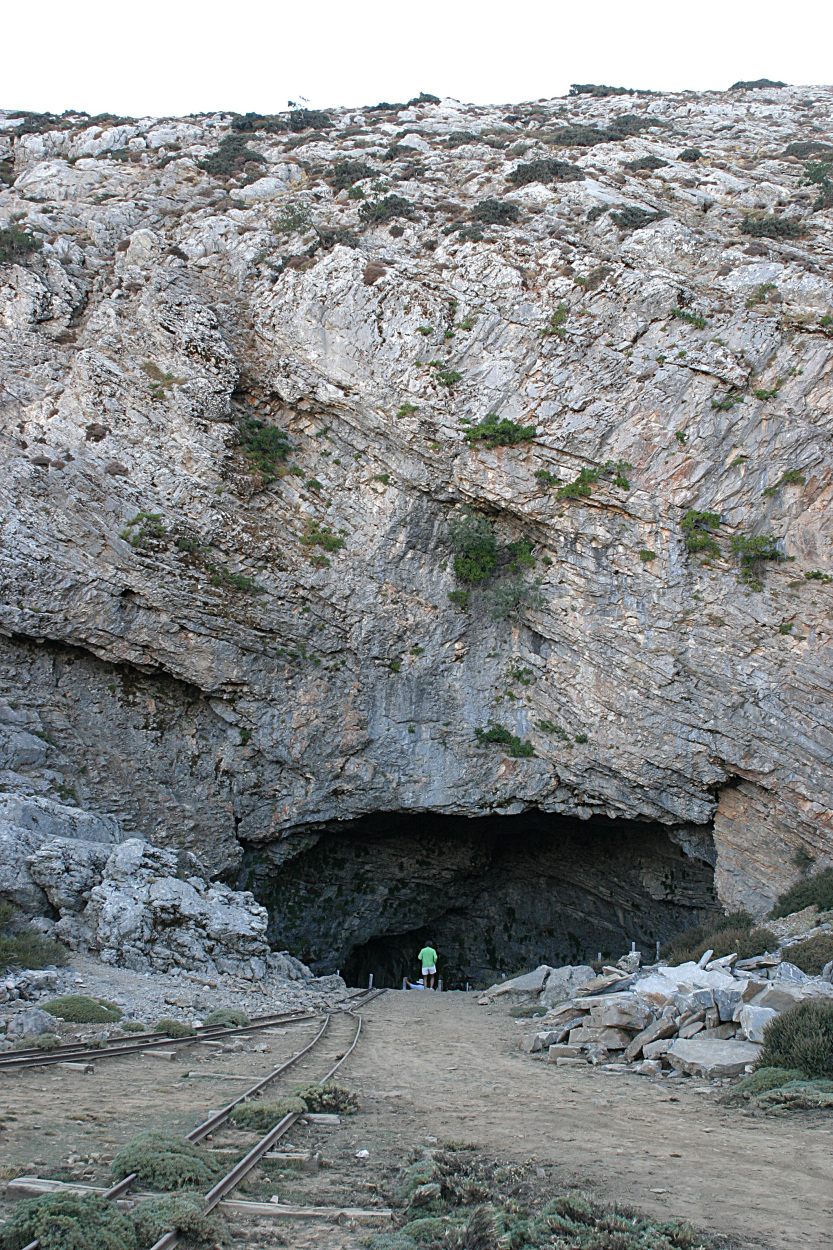
L'antro ideo, legato al mito di Zeus allattato dalla capra Amaltea

La montagna era sacra, secondo la mitologia greca a Demetra e successivamente,  ai tempi dell'età di Pericle, alla titanide Rea, madre dei primi dei olimpici, tra cui Zeus. Per questo, nella mitologia romana, Rea (identificata con Opi) è detta Magna Mater deorum Idaea.
Sui fianchi del monte si trova la grotta di Psychro, visitatissima dai turisti, in cui secondo la leggenda lo stesso Zeus (partorito sul monte Dikti, sempre sull'isola di Creta) sarebbe stato nascosto al padre Crono, che era solito divorare i figli.
Nella mitologia, la montagna era anche la dimora dei Dattili, antiche divinità che scoprirono la lavorazione dei metalli.
Nonostante l'omonimia, esso non va confuso con il monte Ida sito in Asia Minore, nei pressi di Troia, dove Paride (figlio del re Priamo) sarebbe vissuto pascolando gli armenti, e dove avrebbe ricevuto l'invito a giudicare la più bella tra Era, Afrodite ed Atena creando l'antefatto che portò poi alla guerra di Troia narrate nell'Iliade.

## Tutela naturalistica

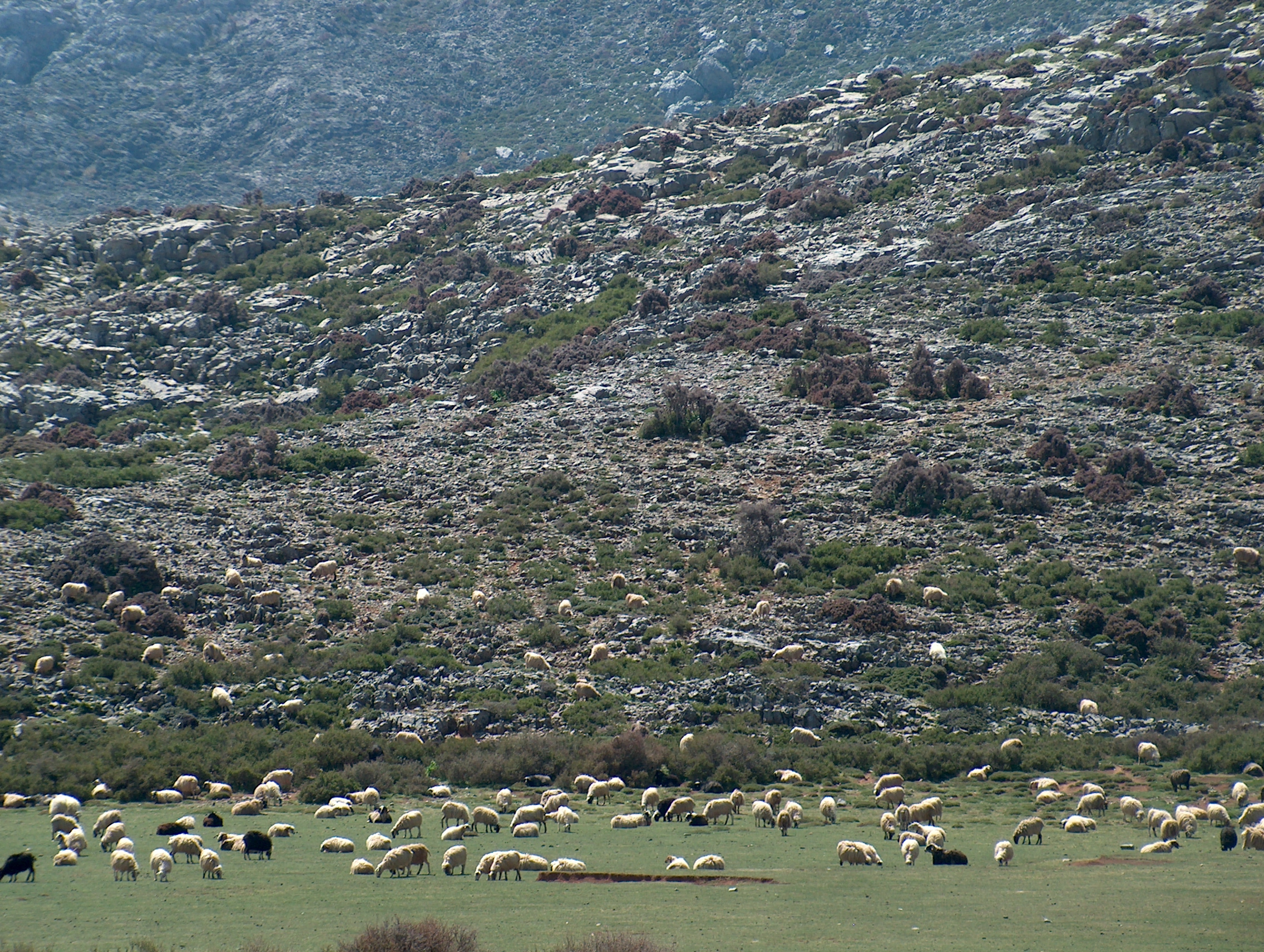
Ovini al pascolo presso Anogeia

Il massiccio del Monte Ida, assieme ad una vasta zona che si stende fino alla costa nord di Creta, è incluso dal 2001 nel Parco naturale dello Psiloritis, un'area protetta della rete europea European Geoparks Network e della rete UNESCO Rete di geoparchi globale .

### Accesso alla vetta
Il monte Ida può essere raggiunto per sentiero da più parti. In particolare la sua cima è toccata dall'itinerario del Sentiero europeo E4.

## Dediche
L'asteroide 243 Ida è stato così chiamato con riferimento al monte Ida.